# Tautiška giesmė
Tautiška giesmė (phát âm tiếng Litva: tiếng Litva: [tɐʊˈtʲɪʃkɐ ˈɡʲɪɛsmeː]) nghĩa là "Bài thánh ca dân tộc", là bài quốc ca của Cộng hòa Litva.
Buổi biểu diễn quốc ca Litva đầu tiên của quốc ca diễn ra tại Vilnius năm 1905 và nó trở thành quốc ca chính thức vào năm 1919, một năm sau khi Litva tuyên bố độc lập.
"Tautiška giesmė" đã được phục hồi vào năm 1989 ngay trước khi tái lập nền độc lập của Litva và được xác nhận trong Đạo luật Quốc ca (21 tháng 10 năm 1991). Nó được tự động đưa vào quốc ca năm 1992, khi Hiến pháp mới được phê chuẩn sau khi giành được độc lập từ Liên Xô. Tình trạng "Tautiška giesmė" là quốc ca của Litva đã được xác nhận thêm vào năm 1999 với việc thông qua một đạo luật quốc gia nêu rõ điều đó.

## Lời bài hát
| tiếng Litva | Chuyển tự IPA | Dịch sang tiếng Việt |
| Lietuva, Tėvyne mūsų, Tu didvyrių žeme, Iš praeities Tavo sūnūs Te stiprybę semia. Tegul Tavo vaikai eina Vien takais dorybės, Tegul dirba Tavo naudai Ir žmonių gėrybei. Tegul saulė Lietuvoj Tamsumas prašalina, Ir šviesa, ir tiesa Mūs žingsnius telydi. Tegul meilė Lietuvos Dega mūsų širdyse, Vardan tos, Lietuvos Vienybė težydi! | [lʲɪɛtʊvɐ ǀ tʲeːvʲiːnʲɛ muːsuː ǀ] [tʊ dʲɪdvʲiːrʲɪuː ʒʲɛmʲɛ ǀ] [ɪʃ prɐɛɪtʲɪɛs tɐvoː suːnuːs] [tʲɛ stʲɪprʲiːbʲɛː sʲɛmʲɪɐ ǁ] [tʲæːgʊl tɐvoː vɐɪkɐɪ ɛɪnɐ] [vʲɪɛn tɐkɐɪs doːrʲiːbʲeːs ǀ] [tʲæːgʊl dʲɪrbɐ tɐvoː nɐʊdɐɪ] [ɪr ʒmoːnʲɪuː gʲeːrʲiːbʲɛɪ ǁ] [tʲæːgʊl sɐʊlʲeː lʲɪɛtʊvoːj] [tɐmsʊmɐs prɐʃɐlʲɪnɐ ǀ] [ɪr ʃvʲɪɛsɐ ǀ ɪr tʲɪɛsɐ] [muːs ʒʲɪŋgsnʲɪʊs tʲɛlʲiːdʲɪ ǁ] [tʲæːgʊl mʲɛɪlʲeː lʲɪɛtʊvoːs] [dʲæːgɐ muːsuː ʃʲɪrdʲiːsʲɛ ǀ] [vɐrdɐn toːs ǀ lʲɪɛtʊvoːs] [vʲɪɛnʲiːbʲeː tʲɛʒʲiːdʲiː ǁ] | Litva, quê hương thân yêu của chúng ta, Mảnh đất của những anh hùng xứng đáng! Nguyện cho con cháu của Người, tạo nên sức mạnh và sức sống Từ quá khứ huy hoàng của Người. Hãy dạy con cháu của chúng ta Rằng luôn đi theo đường đức hạnh, Để chúng làm những điều tốt đẹp vì lợi ích quốc gia này, Và vì tất cả nhân loại. Nguyện cho vầng thái dương trên mảnh đất này Phá tan mọi tối tăm và ảm đạm Nguyện cho Chân lý và Ánh sáng, Chiếu rọi bước đường chúng ta đi mãi mãi. Nguyện cho tình yêu dành cho Litva Mãi bùng cháy trong trái tim chúng ta, Nhân danh tên người - Litva. |